# Cinto
Cinto é um artigo de moda, que consiste numa tira flexível, geralmente feita de couro ou de tecido resistente, que envolve a cintura, e é usado para segurar as calças ou, simplesmente, como adorno do vestuário.